# Резник (фамилия)
Ре́зник — распространенная еврейская, а также русская и украинская фамилия.

## Этимология
Резник — специалист по убою скота у верующих евреев, шохет, а также диалектное название любого мясника, того, кто занимается резкой скота. Родственные русские и украинские варианты: Резников, Резниковский, Резникович, Резниченко и другие. Польским вариантом фамилии является Жежник (пол. Rzeźnik), в историческом написании Ржезник.
Этимологически родственна фамилиям Шойхет (с вариантами (Шайхет, Шохет, Шохат, Шехтер, Шехтман) и Хахам.